# Leitach

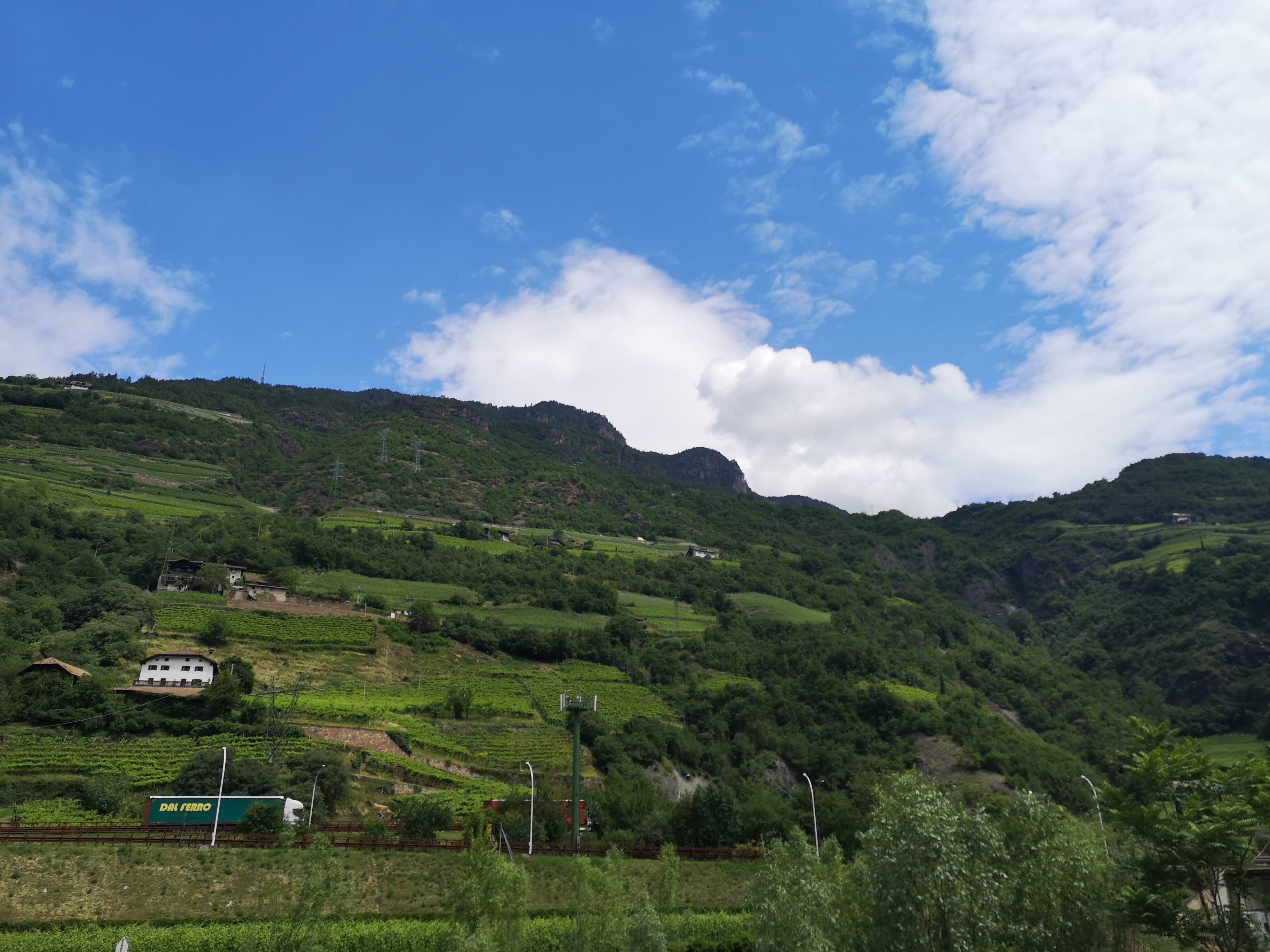
Bozner Leitach über der Brennerautobahn A22 nahe der Auf- und Abfahrt Bozen Nord gegen den Rittner Berg

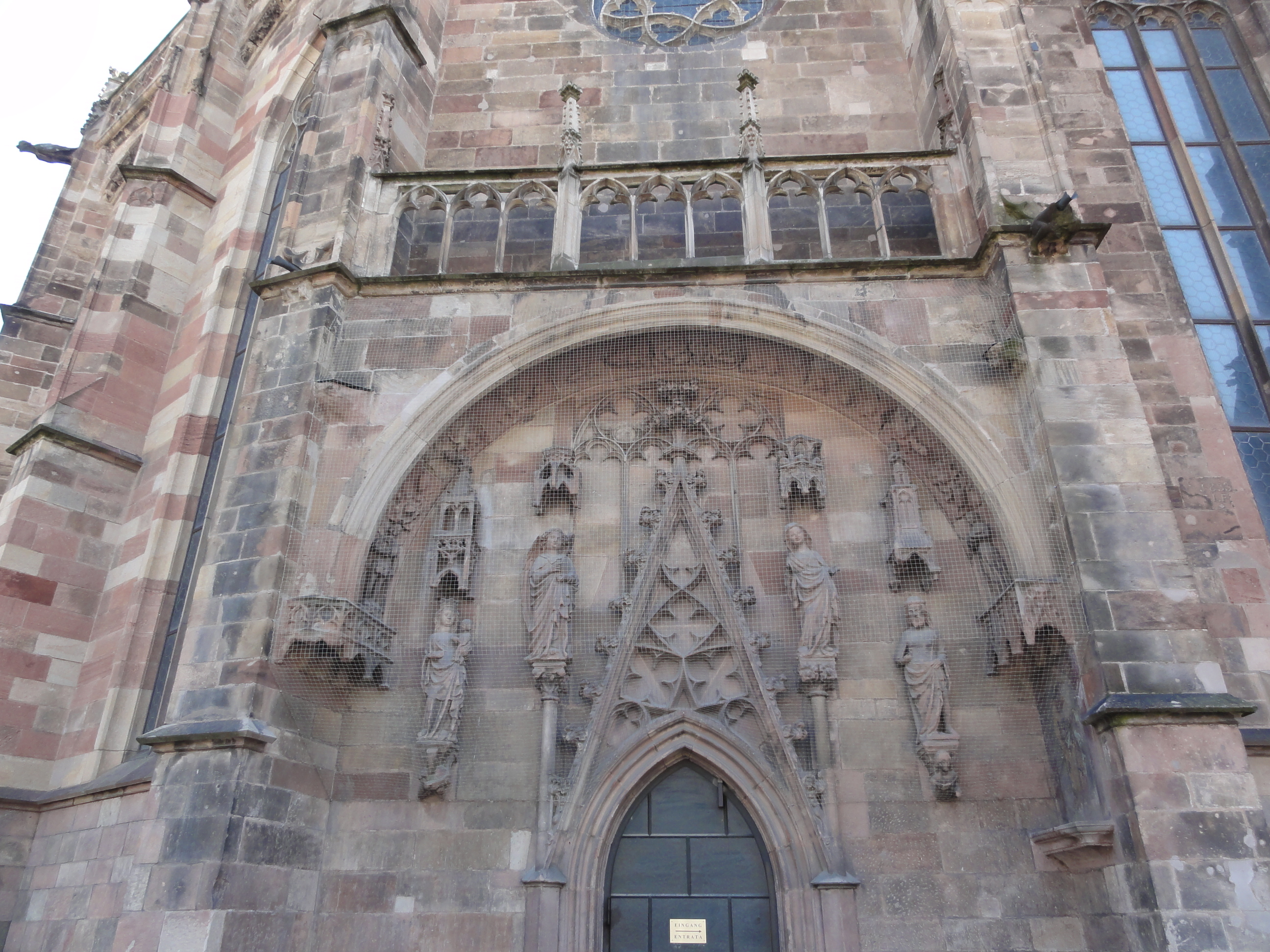
Das nach Leitach benannte spätmittelalterliche Leitacher Törl an der Bozner Dompfarrkirche

Leitach (auch Bozner Leitach, St. Georg, St. Georgen) ist eine Streusiedlung, die sich am Ausgang der Eisackschlucht östlich des Stadtzentrums von Bozen befindet. Sie nimmt auf der orographisch rechten Seite des Eisack – gegenüber von Kardaun – einen Südhang des Rittner Bergs ein. Sie gehörte einst zur Landgemeinde Zwölfmalgreien und liegt heute auf Bozner Gemeindegebiet.
Die Örtlichkeit ist ein altes Weinbaugebiet und wird von zahlreichen Weinhöfen bestimmt. Dazu rechnen etwa die Höfe Rieser, Wangger, Trautmann, Mumelter, Partschon, Perl, Unterberger, Baumann und Grel. Mit dem Leitacher wurde traditionell hauptsächlich ein Rotwein hergestellt. Der Weinverkauf der Leitacher Bauern erfolgte in Spätmittelalter und Früher Neuzeit vor dem aus dem 14. Jahrhundert stammenden Leitacher Törl an der Nordseite der Bozner Dompfarrkirche.
In der Landgerichtsordnung von Gries-Bozen aus dem Jahr 1487 erscheint mit Jórg Obererlacher ein eigener Viertelhauptmann „zw sand Jórgen im Leitach“, der zugleich als landesfürstlicher Steuereinnehmer fungiert. Die „nachtperschaft im Leitach zu Botzen“ (Nachbarschaft im Bozner Leitach) trat 1525, im Kontext der Tiroler Bauernrevolten, als genossenschaftlich handelnde Dorfgemeinschaft mit an den Tiroler Landesfürsten gerichteten Beschwerden hervor.
Alter kirchlicher Mittelpunkt ist das aus dem frühen 13. Jahrhundert stammende und nach den Kriegszerstörungen 1957/58 wieder aufgebaute Kirchlein St. Georg in Wangg.
In Leitach liegt auch das 1929 errichtete Wasserkraftwerk Kardaun.